# Шехтель, Зураб Александрович
Зураб Александрович Шехтель (до смены фамилии Зураб Давидович Цомая; 9 января 1932, Тбилиси, Грузинская ССР, СССР — 4 августа 1972, Кропоткин, Краснодарский край, СССР) — советский футболист, вратарь, тренер. Мастер спорта СССР (1959).

## Биография
Отец Зураба — Давид Цомая один из первых начал развивать футбол в Грузии, в 1920-х был вратарём в командах Сухума и Тифлиса, в 1958 году стал заслуженным тренером СССР, был футбольным функционером.
В 1934 Зураб был усыновлён ленинградским метателем молота, заслуженным мастером спорта Александром Шехтелем. В 1947 или 1948 году окончил 7 классов в школе № 55 Ждановского района под фамилией Цомая.
В чемпионате СССР Шехтель дебютировал в 1948 году в ленинградском «Динамо», где стал четвёртым вратарём после Виктора Набутова, Александра Василенко и Петра Захарова. Первую игру провёл 12 сентября 1948 года в домашнем матче против московского «Спартака». Матч закончился со счётом 4:1, а дебют 16-летнего голкипера был отмечен московскими и ленинградскими газетами. В оставшихся двух матчах чемпионата с московскими «Динамо» (0:5) и «Торпедо» (0:3) Шехтель пропустил 8 мячей, но только один стал следствием его ошибки.
Рост Шехтеля был меньше 180 см, а вес — более 100 кг, однако он был подвижен и пластичен, уверенно играл и на линии, и на выходах. Достичь больших успехов в карьере ему помешала лень и нежелание тренироваться. Шехтель, наоборот, любил плотно поесть, много поспать.
В 1949 году Шехтель за «Динамо» не играл и по ходу сезона перешёл в команду Дома офицеров. На следующий год его пригласили в «Зенит», где основным вратарём был Леонид Иванов. В чемпионате Шехтель провёл две игры, оба раза выходя на замену после первого тайма. 28 апреля в победном гостевом матче с ереванским «Динамо» он при счёте 1:1 пропустил один мяч, а 19 августа в домашнем матче с ЦДКА при счёте 1:5 пропустил три безответных гола. В сезоне-1951 Шехтель за «Зенит» не играл, а в следующем году был призван в ряды Советской армии служить во флот. За 5 лет службы Шехтель выступал за ВМС Москва (1952), команду Краснознамённого Балтийского флота КБФ («Балти Лаэвастик») Таллин (1952—1953), ДОФ Севастополь (1954—1956). Имел звание старшины второй статьи.
В 1957 Шехтель вернулся в «Зенит», но не провёл ни одной игры и часть этого и следующий сезон отыграл в «Трудовых резервах». В 1959—1961 играл за «Адмиралтеец», где провёл свои лучшие годы. После расформирования команды в 1962 году Шехтель перешёл в «Динамо», однако возвращение вышло неудачным — в двух играх, где он провёл на поле все 90 минут, соперники забили ему 12 мячей: 7 — московское «Торпедо» и 5 — «Нефтяник» Баку. Ещё в двух матчах Шехтель выходил на замену. На гостевую игру 5 июля с «Крыльями Советов» он вообще не явился и был отчислен из команды.
В 1963 году играл в петрозаводском «Онежце» под руководством Леонида Иванова, карьеру игрока завершил в 1964 году в команде «Коммунарец» Коммунарск.
Позже окончил школу тренеров. Работал в командах «Месхети» Ахалцихе (1964—1966), «Локомотив» Рустави (1966—1968), «Локомотив» Кропоткин (1968—1972).
В 1972 году погиб в возрасте 40 лет — прыгнул в реку и ударился головой о камень.

## Забитые голы
Известна история о том, что в 1950 году в матче дублёров «Зенита» и московского «Динамо» Шехтель якобы так сильно выбил мяч от ворот, что тот перелетел через голову стоявшего в воротах Льва Яшина и залетел в сетку. Данная история описывалась в справочниках 1960-х годов. Однако сам Яшин утверждал, что он пропустил подобный гол от вратаря сталинградского «Трактора» Василия Ермасова на предсезонных сборах в Гаграх. К тому же ни в вышедшей в 1976 году книге Леонида Иванова «В воротах „Зенита“», ни в книгах Яшина этот эпизод также не упоминается.
В книге Игоря Рабинера «Правда о „Зените“» приводятся слова бывшего министра обороны России Сергея Иванова о том, что однажды Шехтель, выступая за «Адмиралтеец», забил мяч со штрафного удара от своих ворот, и этот случай затем долго обсуждали в Ленинграде. По мнению Иванова, мяч тогда мог попасть в поток попутного ветра, как бывает у метателей копья или лыжников-прыгунов с трамплина, и залететь в ворота.